# Bosnisk islamiska församlingen i Örebro
Bosnisk islamiska församlingen (bosniska: Bosanska Islamska Zajednica Örebro) utgör en religiös sammanslutning i Örebro.
Församlingen grundades 1994.